# サントゥ・ルッスルジュ
サントゥ・ルッスルジュ（イタリア語: Santu Lussurgiu）は、イタリア共和国サルデーニャ自治州オリスターノ県にある、人口約2,300人の基礎自治体（コムーネ）。

## 地理

### 位置・広がり

#### 隣接コムーネ
隣接するコムーネは以下の通り。括弧内のNUはヌーオロ県所属を示す。
- アッバザンタ
- ボナルカド
- ボーロレ (NU)
- クーリエリ
- ノルベッロ
- パウリラーティノ
- スカーノ・ディ・モンティフェッロ
- セーネゲ